# NOGIBINGO!
NOGIBINGO!(노기빙고!)는 일본의 닛폰 TV에서 2013년부터 방송되는 버라이어티 프로그램이다.

## 개요
당초, 닛폰 TV와 후쿠오카 방송에 의해서 2013년 7월 3일부터 3개월간 「노기자카46×HKT48 관 프로그램 배틀!」(乃木坂46×HKT48 冠番組バトル!)이라고 하는 텔레비전 프로그램의 기획으로서 방송되고 있었지만, 2014년 1월 11일부터 「NOGIBINGO!2」로서 단독 프로그램화되었다. 2018년 1월 23일부터는 미야기 TV 방송에서도 방송 개시되게 되었다.

## 출연자

### 레귤러
NOGIBINGO!10 출연 기점 / 굵은 글씨는 오프닝 영상에 등장하는 멤버
- 노기자카46
  - 1기생 : 아키모토 마나츠, 이쿠타 에리카, 이노우에 사유리, 에토 미사, 카와고 히나, 사이토 아스카, 사이토 유리, 시라이시 마이, 타카야마 카즈미, 나카다 카나, 니시노 나나세, 호시노 미나미, 마츠무라 사유리, 와카츠키 유미, 와다 마야
  - 2기생 : 신우치 마이, 호리 미오나, 와타나베 미리아
  - 3기생 : 이토 리리아, 이와모토 렌카, 우메자와 미나미, 오오조노 모모코, 사카구치 타마미, 사토 카에데, 나카무라 레노, 무카이 하즈키, 야마시타 미즈키, 요다 유키
- MC
  - 이지리 오카다

## 같이 보기
- AKBINGO!
- KEYABINGO!
- HINABINGO!